# Detlev Rünger

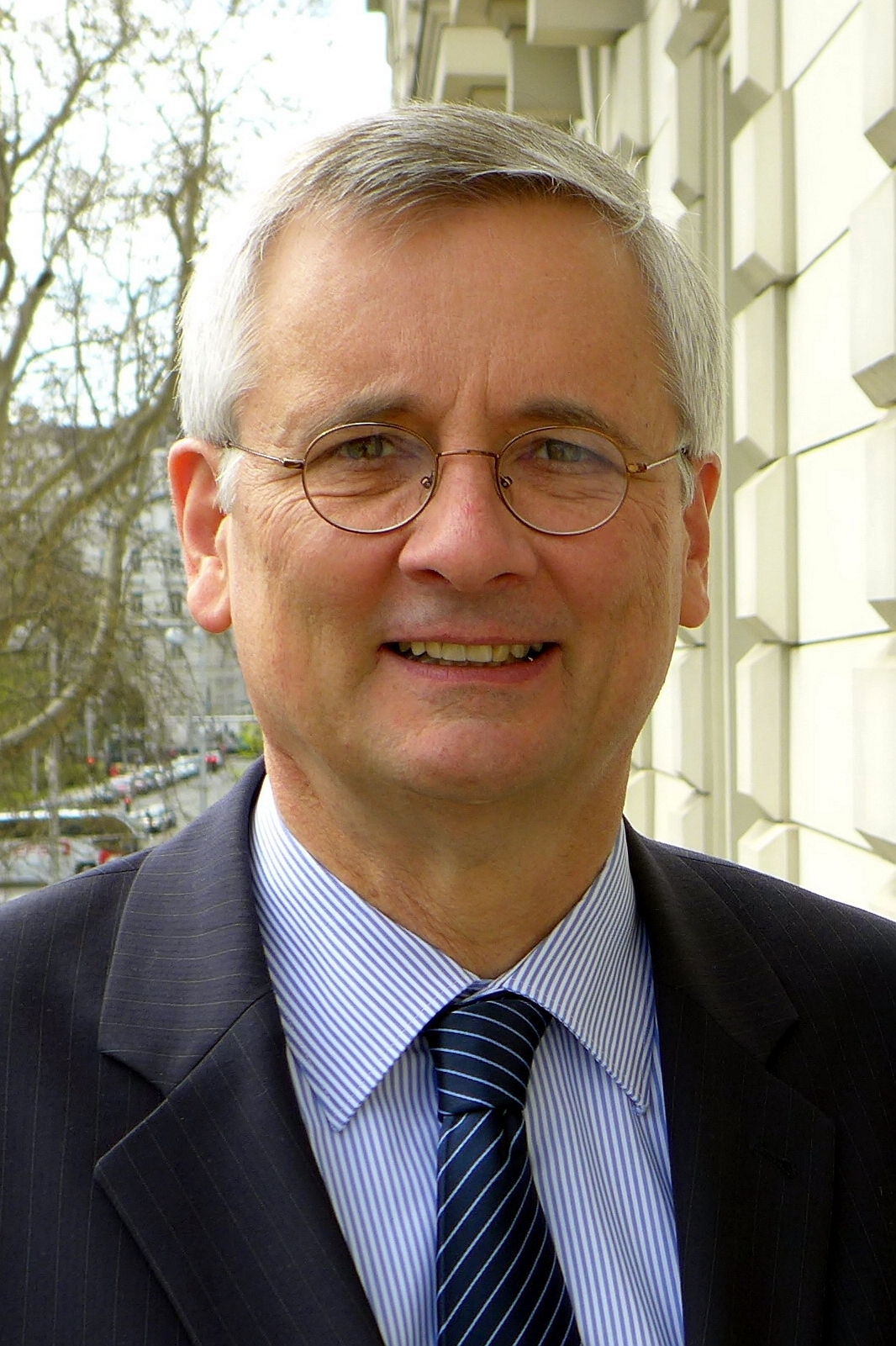
Detlev Rünger (2015)

Detlev Rünger (* 29. April 1955 in Hannover) ist ein deutscher Diplomat im Ruhestand. Zuletzt war er von 2019 bis 2021 Botschafter in Dänemark.

## Leben
Nach dem Abitur studierte Rünger von 1974 bis 1981 Rechtswissenschaften und begann 1981 nach Abschluss der 2. Juristischen Staatsprüfung den Vorbereitungsdienst für den höheren Auswärtigen Dienst. Nach Abschluss der Laufbahnprüfung für den höheren Dienst 1983 fand er verschiedene Verwendungen in der Zentrale des Auswärtigen Amtes in Bonn und Berlin sowie an Auslandsvertretungen der Bundesrepublik Deutschland.
Von 2006 bis 2009 war er als Vortragender Legationsrat Erster Klasse Leiter des Krisenreaktionszentrums des Auswärtigen Amtes. Sein Nachfolger als Leiter des Krisenreaktionszentrums wurde Walter Johannes Lindner, der bisherige Botschafter in Kenia. Rünger wurde im Juli 2009 als Nachfolger von Roland Mauch, der in den Ruhestand trat, Botschafter in Norwegen. Von 2012 bis 2015 war er Botschafter in Österreich. Von 2015 bis 2018 war Rünger deutscher Generalkonsul in Atlanta. Von 2019 bis zum Eintritt in den Ruhestand war Rünger Botschafter in Dänemark.

## Positionen
Als Botschafter in Norwegen sprach sich Rünger für einen Beitritt Norwegens zur Europäischen Union aus.